# Huron Township (comté de Des Moines, Iowa)
Huron Township est un township, du comté de Des Moines en Iowa, aux États-Unis,.
Le township est créé en 1841.

## Source de la traduction
- (en) Cet article est partiellement ou en totalité issu de l’article de Wikipédia en anglais intitulé « Huron Township, Des Moines County, Iowa » (voir la liste des auteurs).